# Scott Adams (Comiczeichner)

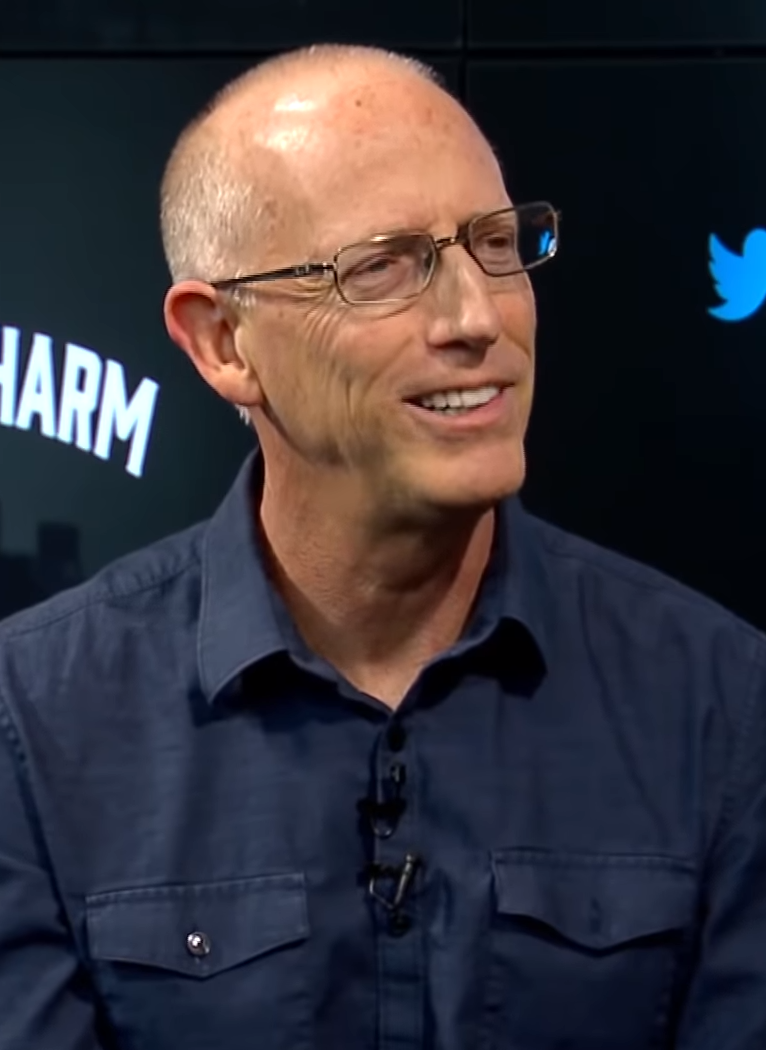
Scott Adams (2017)

Scott Adams (* 8. Juni 1957 in Windham, New York) ist ein US-amerikanischer Comic-Künstler und Buchautor. Bekannt wurde er durch die Dilbert-Comics und -Bücher.

## Leben
Adams ist halb deutscher Abstammung. Er schloss 1979 ein Studium der Wirtschaftswissenschaften und 1986 ein Management-Studium mit Abschluss MBA an der Universität von Berkeley ab. Von 1979 bis 1986 war er bei der Crocker National Bank in San Francisco angestellt, danach bis Juni 1995 bei der Telefongesellschaft Pacific Bell in San Ramon in Kalifornien in den Bereichen Technologie und Finanzen. Dort nahm in „endlosen Meetings“ die Comicfigur Dilbert allmählich ihre mundlose Gestalt an.
Dilbert wurde erstmals 1989 veröffentlicht. Über die Jahre entwickelte er in seinen satirischen Büchern einen umfangreichen Büromikrokosmos im Spannungsfeld von Management und Ingenieurwesen.
In Deutschland erschienen seine Comicstrips um die Jahrtausendwende im Wirtschaftsteil der Wochenzeitung Die Zeit. 1997 wurde Adams mit dem Reuben Award der National Cartoonists Society als Cartoonist of the Year ausgezeichnet.
Er war auch Inhaber von Scott Adams Foods, Inc., die zwischen 1999 und 2003 vegane Burritos namens Dilberito anbot.
Scott Adams war 2018 Mitbegründer des Webservice Whenhub, das eine Experten-Beratung über eine Videoverbindung anbot.
Adams ist Vegetarier.
Am 19. Mai 2025 erklärte Adams in seinem Podcast, dass er an aggressivem Prostatakrebs erkrankt sei und nur noch kurze Zeit zu leben habe.

## Absetzung des Dilbert-Cartoons im Februar 2023
Nach Äußerungen von Adams, der bereits in den Jahren zuvor mit kontroversen Aussagen hervorgetreten war, in seinem Videopodcast im Februar 2023, die als Aufruf zur Rassentrennung verstanden wurden, beendeten zahlreiche US-Zeitungen, unter anderem die Washington Post, USA Today und die Los Angeles Times, die Veröffentlichung seines Comics. In der Folge kündigte auch sein Verlag Penguin Random House an, das für eine Veröffentlichung im September 2023 vorgesehene neue Buch Reframe Your Brain von Scott Adams aus dem Programm zu nehmen. Adams veröffentlichte es dann im Eigenverlag.
Adams hatte angegeben, dass er bisher mit der Gruppe der Afroamerikanern sympathisiert hätte, jedoch eine repräsentative Umfrage des Meinungsforschungsinstituts Rasmussen seine Einstellung geändert habe. Darin hatten 47 % der Afroamerikaner angegeben, dass sie die Aussage “It’s OK to be white” (ein in den USA häufig von weißen Rassisten verwendeter Slogan) ablehnten oder in ihrer Einstellung dazu unsicher seien. Adams gab an, dass er durch diese Umfrage erkannt habe, dass er mit seiner Unterstützung und Identifikation mit der schwarzen Bevölkerungsgruppe der USA Teil einer Hate Group geworden sei, und empfahl Weißen, von Afroamerikanern Abstand zu halten. Gegen die erhobenen Rassismusvorwürfe wehrte sich Adams: Seine Aussagen seien aus dem Kontext gerissen worden.

## Soziale Medien und Blogs
Adams publiziert Beiträge auf Twitter, einen täglichen Videopodcast auf Locals und ein Blog unter dem Namen Scott Adams Says, auf dem er zu Beginn Textbeiträge publizierte und seit 2018 täglich einen Podcast publiziert.

## Werke (Auswahl)
- 1997 Das Dilbert-Prinzip: Die endgültige Wahrheit über Chefs, Konferenzen, Manager und andere Martyrien, Redline, ISBN 978-3-636-01592-1.
- 1997 Dogberts Top-secret-Management-Handbuch.
- 1998 Dilbert Future.
- 1998 The Joy of Work.
- 2003 Dilbert und die Stunde des Wiesels.
- 2005 Wir machen Gewinn, sobald der Komet einschlägt.
- 2008 Die richtige Einstellung.
- 2010 Best of Dilbert. Redline Verlag, ISBN 978-3-86881-267-1.
- 2013 How To Fail at Almost Everything and Still Win Big, Portfolio Penguin, ISBN 978-0-241-00370-1.
- 2017 Win Bigly: Persuasion in a World Where Facts Don't Matter, Portfolio Penguin, ISBN 978-0-525-53332-0.
- 2019 Loserthink: How Untrained Brains Are Ruining the World, Portfolio Penguin, ISBN 978-0-593-08633-9.
- 2023 Reframe Your Brain: The User Interface for Happiness and Success, Scott Adams, Inc., ISBN 979-8988534907.

## Gastauftritte
- 1996: Gastauftritt in der Sitcom NewsRadio. In der Folge 'Dilbert und die Arbeitstiere' spielt er jedoch nicht sich selbst, sondern nur eine kleine Nebenrolle, während jemand anders sich als Scott Adams ausgibt.
- 1997: Gastauftritt als Mr. Adams in der Science-Fiction-Serie Babylon 5. Mr. Adams beauftragt einen Detektiv, seinen Hund und seine Katze zu suchen.